# Django (framework)

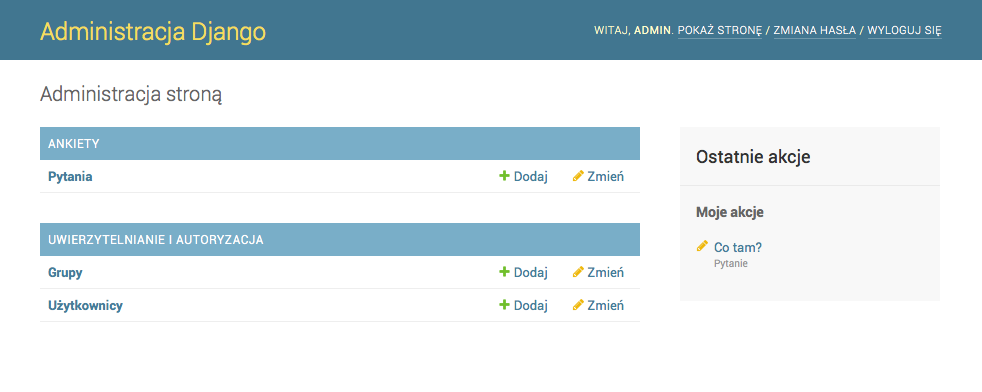
Przykładowy panel administracyjny aplikacji Django

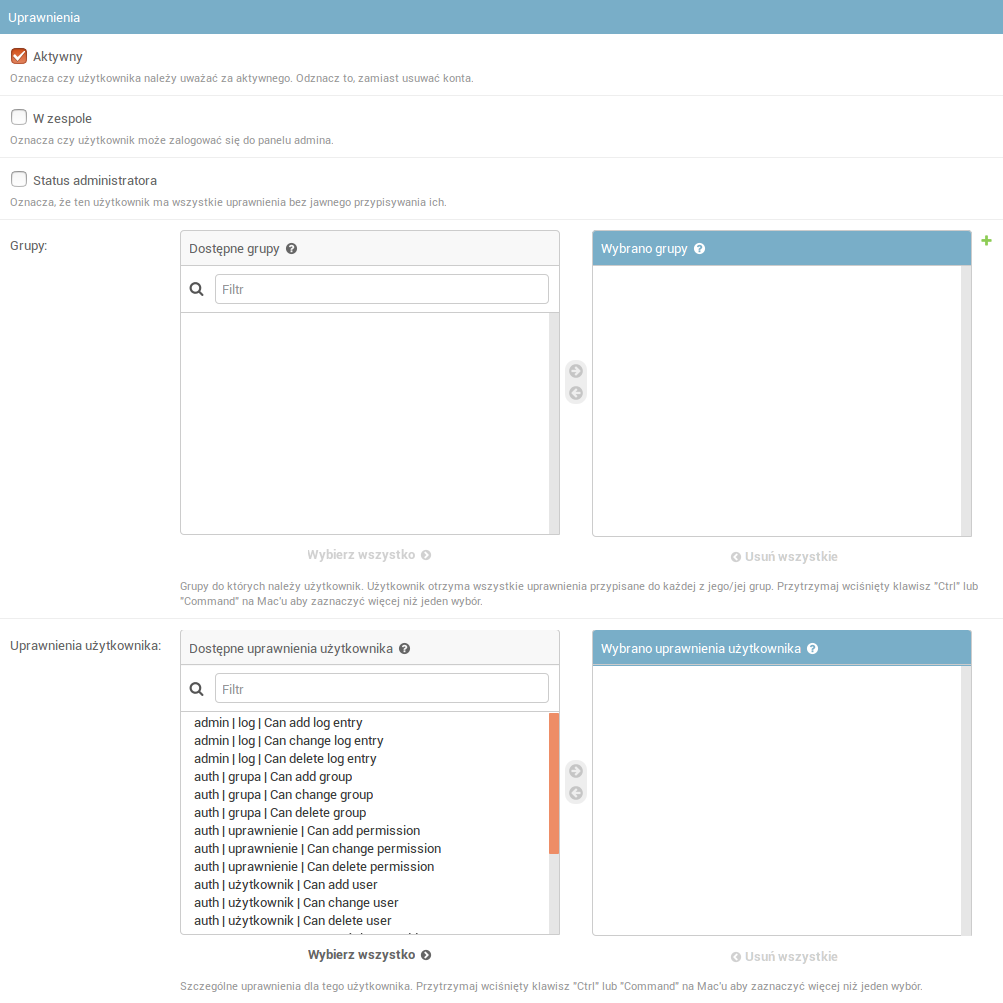
Zarządzanie użytkownikami

Django – wolny i otwarty framework przeznaczony do tworzenia aplikacji internetowych, napisany w Pythonie. Powstał pod koniec 2003 roku jako ewolucyjne rozwinięcie aplikacji internetowych, tworzonych przez grupę programistów związanych z Lawrence Journal-World. W 2005 roku kod Django został wydany na licencji BSD. Nazwa frameworku pochodzi od gitarzysty Django Reinhardta.
Django realizuje wzorzec architektoniczny model-template-view (pokrewny z MVC).
Wśród dobrze znanych witryn, które używają Django, znajdują się witryny Pinterest, Instagram, Fundacji Mozilla, Public Broadcasting Service i The Washington Times.

## Historia
Historia Django rozpoczyna się jesienią 2003 roku, kiedy to programiści gazety Lawrence Journal-World, Adrian Holovaty i Simon Willison, zaczęli używać Pythona do szybkiego tworzenia aplikacji internetowych. W lipcu 2005 roku projekt został opublikowany na licencji BSD. Nazwa Django nawiązuje do słynnego gitarzysty Django Reinhardta.
W czerwcu 2008 roku ogłoszono, że dalszy rozwój frameworka zapewniała będzie nowo utworzona fundacja Django Software Foundation.

## Cechy Django
- Automatycznie generowany i kompletny panel administracyjny, z możliwością dalszego dostosowywania
- Przyjazne adresy dokumentów z możliwością dowolnego ich kształtowania
- Prosty lecz funkcjonalny system szablonów czytelny zarówno dla grafików, jak i dla programistów
- Oddzielenie logiki aplikacji (widok), logiki biznesowej (model), wyglądu (szablony) oraz baz danych
- Wsparcie dla wielojęzycznych aplikacji (internacjonalizacja)
- Bardzo duża skalowalność i wydajność pod obciążeniem
- Wydajne systemy cache'owania, obsługa Memcached
- Własny, prosty serwer do testowania aplikacji
- Współpracuje z Apache poprzez WSGI(inne języki).
- DRY, czyli zasada „nie powtarzaj się” w odniesieniu do tworzenia aplikacji (np. strukturę bazy danych Django generuje ze zwykłych klas Pythona)
- Posiada ORM wysokiego poziomu pozwalający na łatwe i bezpieczne operowania na bazach danych bez użycia SQL
- Wsparcie dla zabezpieczeń przed cross-site request forgery, cross-site scripting, SQL injection, łamania haseł(inne języki) i innych typowych ataków internetowych, większość z nich domyślnie włączona
- Obsługuje następujące bazy danych: PostgreSQL, MySQL, SQLite oraz Oracle
- Rozpowszechniany jest na otwartej licencji BSD

### Inne frameworki Pythona
- Pylons
- Web2py
- Zope
- Flask
- Pyramid

### Odpowiedniki w innych językach
- Ruby on Rails (Ruby)
- Laravel (PHP)
- Express(inne języki) (JavaScript - Node.js)